# Herrschaft Illereichen
Die Herrschaft Illereichen (auch Herrschaft Aichheim) war eine Herrschaft der Herren von Rechberg und später der Grafen von Limburg-Styrum im Heiligen Römischen Reich mit Sitz im schwäbischen Illereichen. Ein Fürstlich Schwarzenberg’sches Herrschaftsgericht bestand noch bis 1834.

## Geschichte
Die früheste Erwähnung der Edlen von Aichheim erfolgte in der Urkunde vom 25. März 1128, ausgestellt im Grafenthing zu Illertissen unter Vorsitz des Grafen Eberhard von Kirchberg. Unter den sieben freien Zeugen war Adalbert von Aichheim. Die Edelfreien von Aichheim errangen im 12. Jahrhundert eine bedeutende Stellung im schwäbischen Adel, waren jedoch nicht Ministerialen der Tübinger Pfalzgrafen. 
1330 wird ein fester Bau der Herren von Aichheim erwähnt, als die Herrschaft Aichheim (auch Herrschaft Illereichen) an Konrad von Rechberg, der die Tochter Bertholds von Aichheim, Luitgard, geheiratet hatte. 1420/60 erfolgte die Errichtung eines Neubaus, im 16. Jahrhundert der Bau des Torturms. Die Herrschaft Aichheim mit Altenstadt und Illereichen war bis 1677 im Besitz der Rechberg und wurde 1626 zu einer freien Reichsherrschaft mit Kreis- und Reichsstandschaft erhoben. Am 17. Oktober 1651 stellte Freiherr Caspar von Rechberg einen Schutzbrief für fünf jüdische Familien aus. Sie erhielten damit das Recht, sich in Altenstadt anzusiedeln. Sie bildeten den Grundstock für die Jüdische Gemeinde Altenstadt (Iller), die im Jahre 1807 360 Personen zählen sollte.
Die Herrschaft kam 1677 in den Besitz der Grafen von Limburg-Styrum, 1772 erwarb der Reichsgraf und spätere Fürst Carl von Palm die Herrschaft um 450.000 Gulden. Dieser verkaufte den Besitz 1788 für 750.000 Gulden an Fürst Johann Nepomuk Josef von Schwarzenberg, von dem er 1789 an seinen Sohn Josef überging. In dessen Regierungszeit kam die Herrschaft Illereichen 1806 unter die Landeshoheit Bayerns. 
Ein Fürstlich Schwarzenberg’sches Herrschaftsgericht bestand von 1814 bis 1834. 1833, kurz vor seinem Tod, verkaufte Fürst Josef von Schwarzenberg Illereichen an den bayerischen Staatsminister Maximilian Graf von Montgelas, der 1834 Gerichtsbarkeit und Grundgefälle dem König von Bayern überließ. 1837/38 wurde das Schloss, das die ehemalige umfangreiche Burganlage umfasste, weitgehend abgebrochen.